# Martina Lubyová

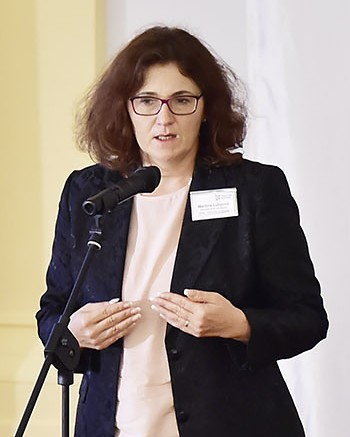
Martina Lubyová (2017)

Martina Lubyová (* 12. Mai 1967 in Bratislava, Tschechoslowakei; † 20. November 2023) war eine slowakische Wirtschaftswissenschaftlerin und Politikerin. Von 2017 bis 2020 war sie Bildungsministerin der Slowakei.

## Leben

### Jugend und Arbeit als Wissenschaftlerin
Martina Lubyová ist die Tochter von Štefan Luby, einem bekannten slowakischen Physiker und ehemaligem Präsidenten der Slowakischen Akademie der Wissenschaften (1995–2009). In der Tradition ihres Vaters studierte Lubyová Biophysik an der Fakultät für Mathematik, Physik und Informatik der Comenius-Universität Bratislava, wo sie 1991 ihren Abschluss machte. 1999 erhielt sie einen weiteren Abschluss in Recht und Statistik, ebenfalls an der Comenius-Universität. 2002 wurde ihr der Doktortitel in Wirtschaft vom Center for Economic Research and Graduate Education – Economics Institute (CERGE-EI) verliehen.
1995 trat Martina Lubyová der Slowakischen Akademie der Wissenschaften als Forscherin bei. Im Jahr 2000 zog sie nach Moskau, um für die Internationale Arbeitsorganisation zu arbeiten. 2010 kehrte sie an die Slowakische Akademie der Wissenschaften zurück und unterrichtete Statistik an der Wirtschaftsuniversität Bratislava.

### Politik
Am 11. September 2017 wurde Martina Lubyová zur slowakischen Ministerin für Bildung, Wissenschaft, Forschung und Sport ernannt. Sie war von der Slovenská národná strana nominiert worden und trat die Nachfolge von Peter Plavčan an, der nach Korruptionsvorwürfen im Zusammenhang mit der Verteilung europäischer Wissenschaftsgelder zum Rücktritt gezwungen worden war. Lubyová selbst wurde wegen der Verteilung der Gelder kritisiert und musste sich 2019 mit einem erfolglosen Misstrauensvotum im Parlament auseinandersetzen. Die während ihrer Amtszeit zugewiesenen Forschungsgelder wurden von der neuen Regierung nach 2020 weitgehend rückgängig gemacht.
Als Ministerin stieß Lubyová eine Reform der Zulassungsprozesse der slowakischen Universitäten an, indem sie eine unabhängige Zulassungsagentur für Hochschulbildung einrichten ließ.
Im Jahr 2019 trat sie der Slovenská národná strana bei. Im gleichen Jahr verteidigte Lubyová den Parteivorsitzenden Andrej Danko, dem Plagiate in seiner Masterarbeit vorgeworfen wurden, und behauptete, es sei nicht richtig, Menschen 20 Jahre nach ihrem Abschluss „wegen einiger fehlender Zitate“ zu belästigen.
Nachdem die Slovenská národná strana bei den slowakischen Nationalratswahlen 2020 die 5%-Hürde verpasst hatte, zog sich Lubyová aus der Politik zurück und kehrte in die Slowakische Akademie der Wissenschaften zurück.
Martina Lubyová starb am 20. November 2023 mit 56 Jahren nach langer Krankheit.